# Duncan Mackenzie
Duncan Mackenzie (1861–1934) est un archéologue écossais, qui travaille sur l'une des plus grandes découvertes archéologiques du XXe siècle, le Palais de Cnossos en Crète, le supposé centre de la civilisation Minoenne.

## Biographie
Duncan Mackenzie est né dans le Rosshire, pauvre territoire des Highlands, en Écosse. Il étudie la philosophie à l'université d'Édimbourg et reçoit son Ph.D. à Vienne en archéologie classique. Après s'être fait un nom sur le site archéologique de Phylakopi, il est recommandé à Arthur John Evans pour l'aider dans ses fouilles à Cnossos. Les hommes travaillent conjointement pendant les trente années qui suivent leur rencontre.
Mackenzie est le second d'Evans dans la direction des fouilles sur le site du Palais de Cnossos. De plus, la connaissance du grec moderne, qu'il a appris durant ses études, lui permet d'être l'intermédiaire entre Evans et les ouvriers qui travaillent sur le chantier. Pourtant, l'histoire a davantage retenu le nom d'Arthur Evans que celui de Mackenzie. 
Mackenzie souffre aussi d'une maladie mentale, de peu d'importance, mais qui nuit à son travail. Durant les dernières années de travail, la maladie empirant, il ne cesse d'interrompre des fouilles, allant jusqu'à briser des objets. Faisant peur, une nuit, à la femme de d'Arthur Evans, les tensions se font sentir sur le site.
Après la mort de Mackenzie en Italie, les dates des palais émises par Evans sont remises en question. Il faut s'appuyer sur les prises de notes de Mackenzie pour s'assurer de certaines datations. Dans ses livres (Le Palais de Minos) qu'il publie après les recherches en Crète, Evans rend hommage à cet archéologue qui a participé à la découverte d'une des plus grandes civilisations méditerranéennes. 